# Walter Ruttmann
Walter Ruttmann, parfois Walther Ruttmann, est un cinéaste allemand pionnier du « cinéma absolu », né le 28 décembre 1887 à Francfort et mort le 15 juillet 1941, à 53 ans, à Berlin.

## Biographie
Après son baccalauréat passé en 1905, Walter Ruttmann commence des études d'architecture à Zürich puis de peinture à Munich où il se lie d'amitié avec Paul Klee et Lyonel Feininger. En 1917 il peint ses premières compositions abstraites puis déclare, l'année suivante, abandonner les tableaux pour la « peinture avec le temps (Malerei mit Zeit) ». Il construit alors un dispositif qui sera à la base de son Opus I.
Pendant la Première Guerre mondiale, il est lieutenant d'artillerie sur le front de l'est, puis, malade, passe l'année 1917 au sanatorium.
Avec Opus I, réalisé en 1921, Walter Ruttmann est le pionnier du cinéma abstrait appelé en Allemagne le Absoluter Film. La première projection publique a lieu le 27 avril 1921 à la Marmorhaus de Berlin. La partition musicale originale est de Max Butting. Il rencontra à cette projection Oskar Fischinger à qui il achètera, l'année suivante, sa machine à tronçonner la cire avec laquelle Fischinger avait réalisé ses premières œuvres. Les Opus II, III et IV, sont présentées le 25 juin 1925 à la Marmorhaus de Berlin, en même temps que la Symphonie diagonale de Viking Eggeling.
À partir de 1925 il travaille avec Lore Leudesdorff, une étudiante du Bauhaus, qui l'assiste pour son Opus V et des films publicitaires que Ruttmann réalise à ce moment. En 1925-26 il rencontre Karl Freund et le scénariste Carl Mayer avec qui il a l'idée d'un film sur Berlin, ce sera Berlin, symphonie d'une grande ville (Berlin: Die Sinfonie der Großstadt, 1927), qui le rend célèbre dans le monde entier.
Considéré alors comme un pacifiste de gauche, il fera un voyage à Moscou en 1928 et 1929. Il adhère à l'idéologie nazie dans les années 1930. Il est l'assistant de Leni Riefenstahl pour Les Dieux du stade, puis réalise des films de propagande pour l'armée nazie peu avant de mourir des suites de l'amputation d'une jambe.

## Filmographie partielle
- 1921 : Opus I
- 1923 : Opus II
- 1924 : Opus III avec la collaboration de Lore Leudesdorff
- 1925 : Opus IV avec la collaboration de Lore Leudesdorff
- 1927 : Berlin, symphonie d'une grande ville (Berlin: Die Sinfonie der Großstadt)
- 1929 : La Mélodie du monde (Melodie der Welt)
- 1930 : Wochenende (film expérimental avec uniquement du son, sans image)
- 1933 : Acier (Acciaio)
- 1934 : Altgermanische Bauernkultur
- 1936 : Schiff in Not
- 1937 : Mannesmann
- 1938 : Henkel, ein deutsches Werk in seiner Arbeit
- 1940 : Waffenkammern Deutschlands
- 1941 : Deutsche Panzer